# Prostřední Poříčí
Prostřední Poříčí là một làng thuộc huyện Blansko, vùng Jihomoravský, Cộng hòa Séc.